# Mýtné v minulosti

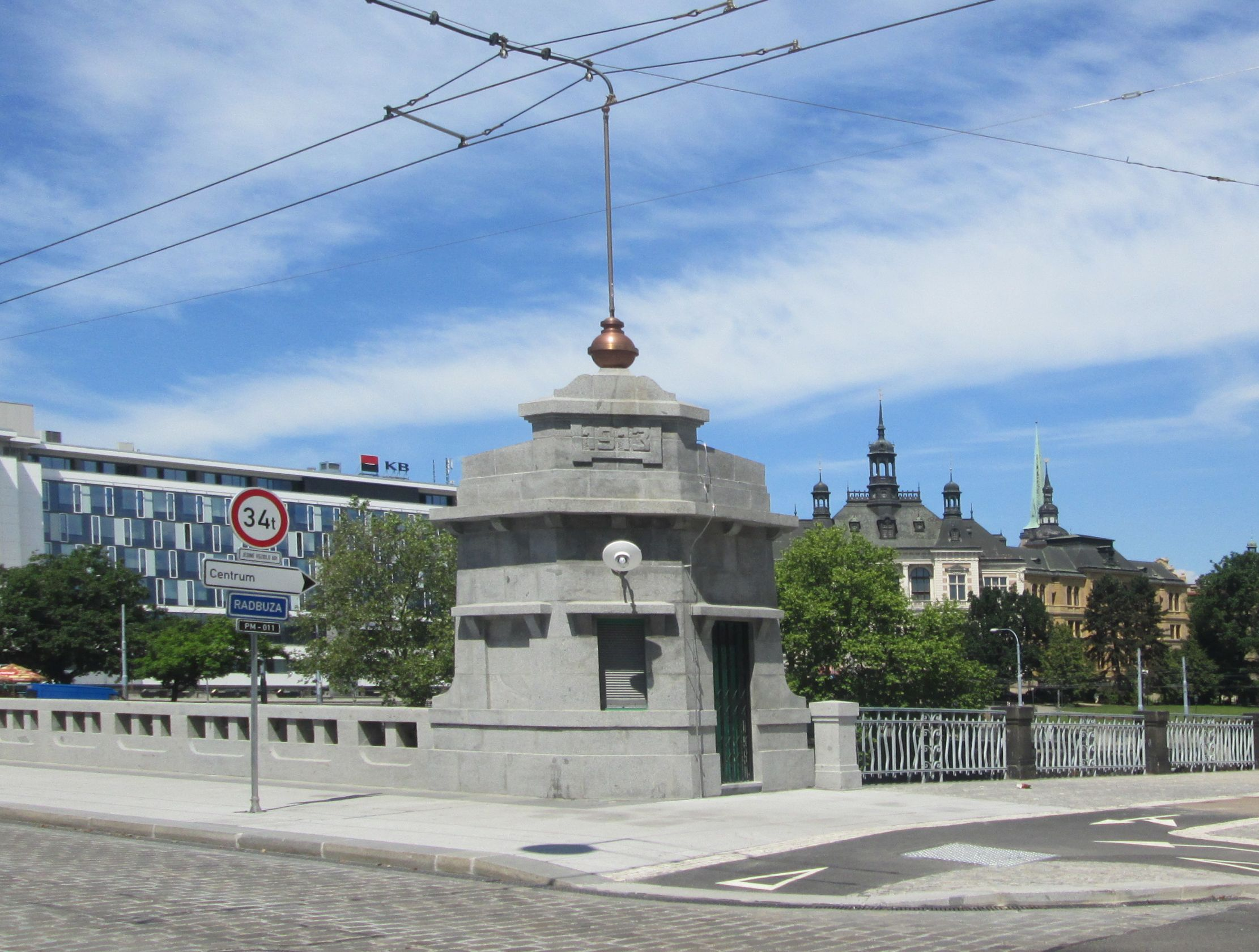
Mýtnice Plzeň

Poplatky na komunikacích mívaly různé názvy a vybíraly se na mnoha místech (clo, mýto, mostné, přívozy, dlažebné, poplatky na řekách). Na území Česka se tyto poplatky vybíraly již ve středověku. Některé náležely králi, jiné vybírala města. Clo se vybírá ze zboží, mýto z použití dopravní cesty. V minulosti clo a mýto někdy splývalo a vybíralo se na jednom místě. Clo bylo důležitým státním příjmem a bylo upravováno zákony. Dalším poplatkem na komunikaci byl poplatek za ochranu (tzv. provod) na určitém úseku komunikace. Ve vybraných tzv. uzavřených městech (Praha, Brno, Vídeň apod.) se od roku 1829 platila potravní daň, tzv. akcíz.
Mýto sloužilo primárně k hrazení výdajů na stavbu a opravy silnic. Vybíralo se na mnoha místech na hlavních silnicích, na přechodech přes řeky (mostné, převozné, u brodů), platilo se i za plavbu po řekách. Dostalo se proto do mnoha pomístních jmen. Mýto se vybíralo i ve městech. Původně v branách a jak město rostlo, stěhovali se výběrčí na okraj nové zástavby, kde pro ně byly stavěny mýtní domky. Na rozdíl od cla, které náleželo panovníkovi, mohlo být mýto jak státní, tak soukromé. Tyto poplatky zdražovaly přepravu zboží, komplikovaly dálkový obchod a již v 18. století byly chápány jako přežitek. 
Roku 1709 si vyžádal císař Josef I. návrh na výstavbu nových silnic a současně nařídil revizi výběru mýta. Ale teprve roku 1736 vydal císař Karel VI. mýtní patent, který zásadně upravil výběr mýta. V druhé polovině 18. století se rozvíjela výstavba nových státních silnic a právě výběr mýta měl sloužit k jejich částečnému financování. S tím, jak byly jednotlivé úseky silnic dokončovány, byly i zpoplatňovány.
Po rozvoji průmyslu a zejména železniční dopravy v 19. století bylo mýto překonané a koncem 19. století postupně došlo k jeho rušení. Roku 1893 bylo zrušeno mýto mostní a vodní. Silniční mýto bylo zrušeno až od 1. ledna 1903. Erární přívozy byly ponechány k provozování a výběru poplatku soukromým subjektům. I nadále mohlo město nebo jiný subjekt požádat stát o právo vybírat mýto pro uhrazení nákladů na výstavbu mostu. Tyto poplatky se udržely i ve 20. století a na významných a drahých stavbách např. v Alpách se platí i dnes. Rovněž byl nově zaveden mýtní poplatek za použití dálnic a významnějších silnic.

## Druhy silničních poplatků v našich zemích
- mýto státní – Bylo vybíráno na státních silnicích. Koncem 18. století bylo zahájeno budování moderní silniční sítě a s tím byl spojen i výběr mýta. Jen v Čechách se vybíralo na více než 700 místech. V Rakousku bylo zrušeno mostní mýto k 1.1.1893, silniční a převozní k 1.1.1903.[5]
- mýto soukromé – Vybíráno na komunikacích na území měst, na mostech a přívozech.
- mýto osobní - Původně platily i pěší osoby, od roku 1736 tato povinnost platila jen pro židy a mýto se začalo nazývat židovské. Vybíralo se na silnicích v Mimoni, Hořelicích (u Rudné), ve Vraném, Dobříši a Žebráku.[6]
- dlažebné – Poplatek vybíraný městy jako příspěvek na dláždění ulic.[7] Příklady jsou již ze středověku, v nové době se vybíralo od konce 19. stol do 2. světové války. Podrobně je zpracován výběr dlažebného v Liberci a v Plzni.
- akcíz (potravní daň na čáře) – Nejednalo se o mýtné, ale o daň z dovozu zboží, převážně potravin, za tzv. „potravní čáru“ na přístupových cestách okolo velkých uzavřených měst Rakouska-Uherska (Brno, Krakov, Linec, Lvov, Praha nebo Vídeň).[8]

## Mýto na řekách
mýto na řekách - Platilo se při průjezdu vorů a lodí na splavných řekách. Již v době Karla IV. bylo vydáno nařízení o clech, mýtech a jezech. Za vlády Ferdinanda I. se začala Vltava upravovat pro plavbu soli ze solné komory. Vory sloužily nejen pro splavení dlouhého dřeva, ale i jako nosiče nákladu - menšího dřeva, rašeliny, beček se solí,  ryb, obilí, máslo, oves, drůbež, zvěřina, vápno.  V roce 1736 jsou v patentu Karla VI. zmíněny tyto mýtní stanice: Vltava (Týn nad Vltavou, Purkarec, Kamýk, Modřany, Praha - Výtoň), Labe (Litoměřice, Střekov, Ústí nad Labem, Dolní Zálezly, Valtířov, Děčín), Ohře (Milžany u Kadaně), Berounka (Beroun, Šabatka). V roce 1772 byl vydán patent o vodním mýtu, v němž Marie Terezie většinu poplatků zrušila a ponechala mýto na Vltavě jen v Praze a na Labi v Litoměřicích, Lovosicích, Ústí nad Labem a Děčíně.

## Příklady výběru poplatku

### Dlažebné v Plzni
Schváleno roku 1896. Výběr zahájen 1. ledna 1898. Vybíralo se na 11 místech po obvodu města. Týkala se povozů s potahem (s výjimkou vozíků tažených psy). Byla udělena řada výjimek z poplatku. Neplatily mj. povozy osobní a nákladní vozící pro obecní účely. Poplatek nevybíralo město přímo, ale prostřednictvím pachtýřů, kteří měli výběrčí domky pronajaté. Kromě malých hrázděných domků byl postaven u hlavního nádraží poměrně honosný výběrčí domek spojený s nákladní váhou. Dlažebné se v Plzni vybíralo do roku 1942. Žádný z výběrčích domků se nedochoval.

### Dlažebné v Liberci
Výběr zahájen roku 1924 a ukončen roku 1938 v souvislosti s připojením Sudet k Třetí říši. Projekty mýtnic zpracovávali významní architekti a stavby měly originální řešení. Vybíralo se až na 16 stanovištích po obvodu města. Několik mýtnic se zachovalo do současnosti.

### Příklady dochovaných mostních mýtnic
Úvaly , Kralupy nad Vltavou - Masarykův most , Praha - bývalá Rudolfova lávka, Praha - most Legií, Plzeň - Wilsonův most

### Příklady dochovaných silničních mýtnic:
Sobotín , Praha - u Písecké brány